# Canottaggio ai Giochi della XI Olimpiade - Due senza maschile
La competizione del Due senza maschile dei Giochi della XI Olimpiade si è svolta dall'11 al 14 agosto 1936 al bacino di Grünau, Berlino.

## Risultati

### Batterie
Si sono disputate l'11 agosto. Il vincitore di ciascuna serie in finale, i restanti al recuperi.
| Pos. | Nazione     | Atleti                                 | Tempo  |
| ---- | ----------- | -------------------------------------- | ------ |
| 1    | Polonia     | Ryszard Borzuchowski Edward Kobyliński | 7'29"9 |
| 2    | Svizzera    | Wilhelm Klopfer Karl Müller            | 7'33"7 |
| 3    | Belgio      | Frans Thissen Edmond Van Herck         | 7'38"1 |
| 4    | Brasile     | Afonso de Castro Eduardo Lehman        | 7'40"2 |
| 5    | Paesi Bassi | Jan Kramer Willem Jens                 | 7'48"0 |

| Pos. | Nazione     | Atleti                            | Tempo  |
| ---- | ----------- | --------------------------------- | ------ |
| 1    | Ungheria    | Károly Győry Tibor Mamusich       | 7'19"0 |
| 2    | Danimarca   | Richard Olsen Harry Julius Larsen | 7'19"1 |
| 3    | Uruguay     | Baldomiro Benquet Gabriel Benquet | 7'42"1 |
| 4    | Stati Uniti | Harry Sharkey George Dahm         | 7'50"0 |

| Pos. | Nazione       | Atleti                          | Tempo  |
| ---- | ------------- | ------------------------------- | ------ |
| 1    | Germania      | Willi Eichhorn Hugo Strauß      | 7'12"6 |
| 2    | Argentina     | Horacio Podestá Julio Curatella | 7'20"0 |
| 3    | Gran Bretagna | Thomas Cree David Burnford      | 7'32"5 |
| 4    | Austria       | Heinz Gattringer Max Colli      | 7'38"7 |

### Recuperi
Si sono disputati il 13 agosto. I vincitori di ciascuna serie in finale.
| Pos. | Nazione       | Atleti                          | Tempo  |
| ---- | ------------- | ------------------------------- | ------ |
| 1    | Argentina     | Horacio Podestá Julio Curatella | 9'11"4 |
| 2    | Gran Bretagna | Thomas Cree David Burnford      | 9'14"4 |
| -    | Stati Uniti   | Harry Sharkey George Dahm       | DNF    |
| -    | Brasile       | Afonso de Castro Eduardo Lehman | DNF    |

| Pos. | Nazione  | Atleti                            | Tempo  |
| ---- | -------- | --------------------------------- | ------ |
| 1    | Svizzera | Wilhelm Klopfer Karl Müller       | 8'57"4 |
| 2    | Uruguay  | Baldomiro Benquet Gabriel Benquet | 9'00"8 |
| 3    | Austria  | Heinz Gattringer Max Colli        | 9'42"8 |

| Pos. | Nazione     | Atleti                            | Tempo  |
| ---- | ----------- | --------------------------------- | ------ |
| 1    | Danimarca   | Richard Olsen Harry Julius Larsen | 8'53"4 |
| 2    | Paesi Bassi | Jan Kramer Willem Jens            | 9'25"4 |
| 3    | Belgio      | Frans Thissen Edmond Van Herck    | 9'33"1 |

### Finale
Si è disputata il 14 agosto.
| Pos.    | Nazione   | Atleti                                 | Tempo  |
| ------- | --------- | -------------------------------------- | ------ |
| Oro     | Germania  | Willi Eichhorn Hugo Strauß             | 8'16"1 |
| Argento | Danimarca | Richard Olsen Harry Julius Larsen      | 8'19"2 |
| Bronzo  | Argentina | Horacio Podestá Julio Curatella        | 8'23"0 |
| 4       | Ungheria  | Károly Győry Tibor Mamusich            | 8'25"7 |
| 5       | Svizzera  | Wilhelm Klopfer Karl Müller            | 8'33"0 |
| 6       | Polonia   | Ryszard Borzuchowski Edward Kobyliński | 8'41"9 |